# Шумахер, Михаэль
Михаэ́ль Шума́хер (нем. Michael Schumacher; МФА: [ˈmɪçaʔeːl ˈʃuːmaχɐ]о файле; род. 3 января 1969, Хюрт-Хермюльхайм, Северный Рейн-Вестфалия) — немецкий автогонщик, семикратный чемпион мира «Формулы-1». Считается одним из лучших гонщиков «Формулы-1» в истории. Обладатель многочисленных рекордов чемпионата мира Формулы-1: по числу быстрых кругов (77), а также чемпионских титулов подряд (5). Также занимает второе место по победам (91), подиумам (155) и поул-позициям (68), уступая по этим показателям лишь Льюису Хэмилтону.
В 2013 году, уже после завершения карьеры, в результате несчастного случая получил тяжёлую травму головы.
По версии журнала Forbes, в 2017 году являлся долларовым миллиардером.

## Биография

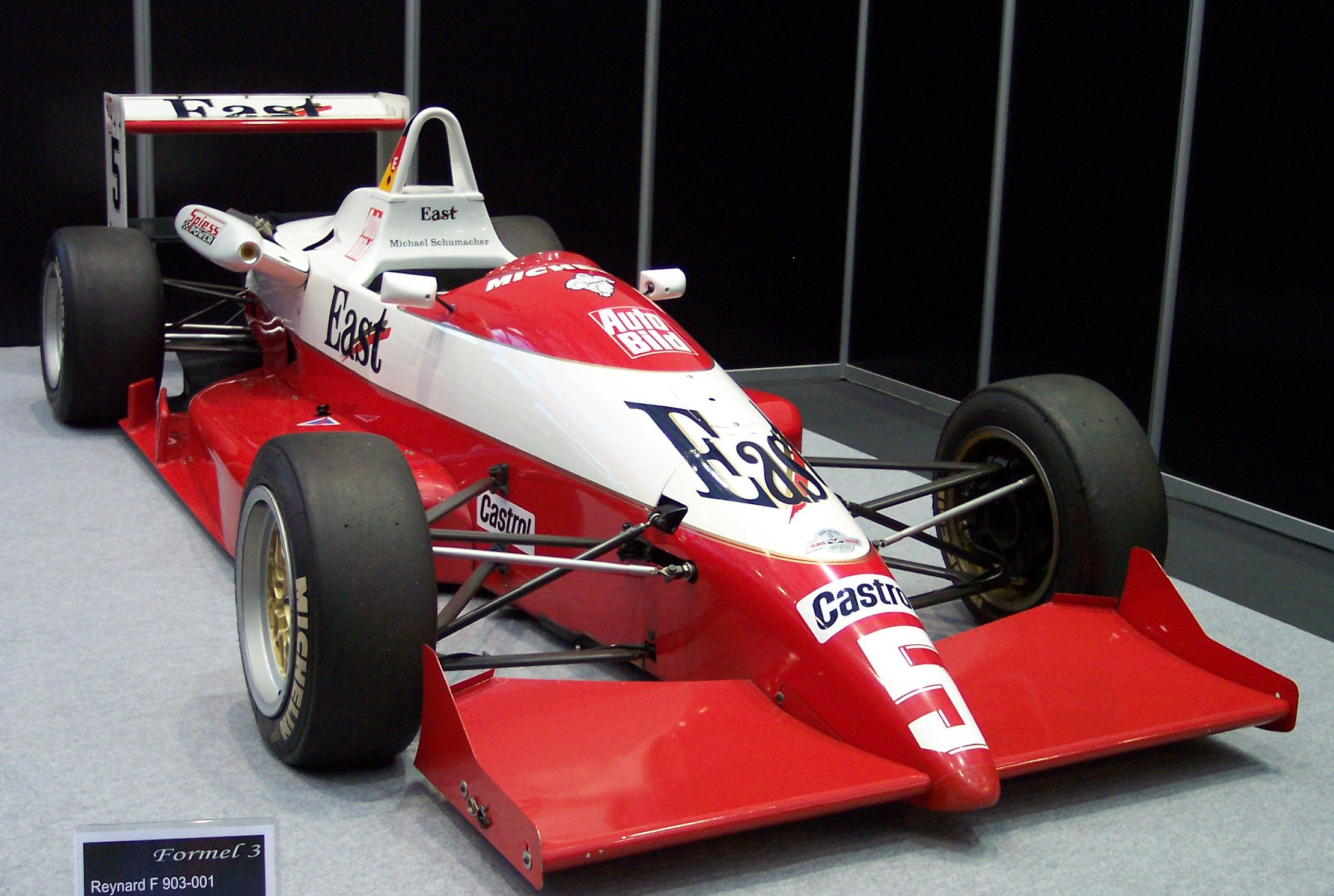
Машина немецкой Формулы 3, на которой Шумахер завоевал титул чемпиона в 1990 году

### Ранняя карьера
Родился 3 января 1969 года.
Карьера началась с вождения карта, построенного отцом Рольфом, бывшим управляющим местной трассой картинга. Шумахер сел за руль в возрасте четырёх лет, в пятилетнем возрасте участвовал в гонках на картах. В детском возрасте занимался и другими видами спорта, в частности дзюдо, но решил сосредоточиться на картинге. В 14 лет получил гоночную лицензию Люксембурга, так как там возрастной порог был ниже, и начал выступления в официальных соревнованиях. Через год Шумахер стал чемпионом Германии по картингу, а позже и чемпионом Европы. На финальном этапе чемпионата Европы по картингу произошёл интересный случай: на последнем круге в последнем повороте почти одновременно вылетели за пределы трассы Алессандро Дзанарди и Массимилиано Орсини. Это позволило Шумахеру опередить их и занять первое место как в гонке, так и в чемпионате. В 1988 году перешёл от картинга к гонкам на машинах с открытыми колёсами и принял участие в трёх формульных чемпионатах: европейской и немецкой Формуле-Форд, где занял соответственно шестое и второе место, и в Формуле-Кёниг, где стал чемпионом, одержав при этом девять побед из десяти возможных. В 1989 году занял третье место в немецкой «Формуле-3», а через год завоевал чемпионский титул. В том же 1990 году Шумахер занял первое место на Гран-при Макао. Как член молодёжной программы Mercedes Junior участвовал в чемпионате мира по гонкам на спорткарах вместе с Карлом Вендлингером и Хайнцем-Харальдом Френтценом, в 1990 году выиграв этап на трассе в Мехико на Sauber-Mercedes C11, а в 1991 году на трассе «Аутополис» (Япония) за рулём Sauber-Mercedes C291z (оба раза с Вендлингером в качестве напарника). В 1991 году Шумахер принял участие в гонке «24 часа Ле-Мана», где вместе с напарниками занял пятое место в своём классе, а также показал самый быстрый круг в гонке.В этом же году провёл одну гонку в японской «Формуле-3000», где финишировал вторым.

### Формула-1

#### Карьера в «Джордане»

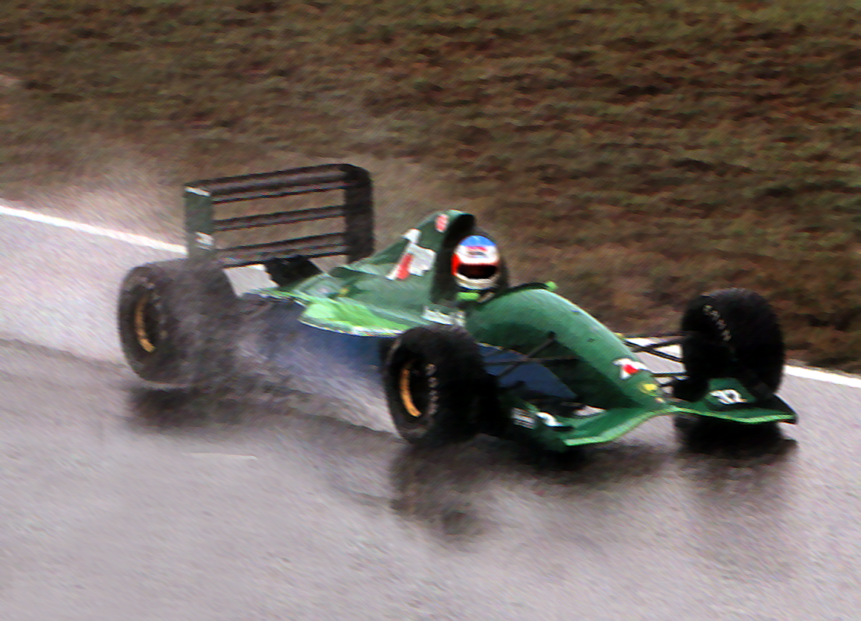
Шумахер тестирует Jordan 191 в Сильверстоуне

В 1991 году после 10 гонок Эдди Джордан пригласил Шумахера выступить за свою команду на Гран-при Бельгии вместо попавшего в тюрьму из-за ссоры с таксистом штатного гонщика команды Бертрана Гашо. Вилли Вебер, менеджер Шумахера, убедил Джордана в талантах своего подопечного, заявив, что гонщик хорошо знает эту трассу (дом Шумахеров в Германии находился относительно недалеко от бельгийской трассы). На самом деле Шумахер выступал на ней впервые. Перед стартом Шумахер участвовал всего лишь в одних тестах машины, проходивших под дождём в Сильверстоуне. Через неделю в Спа Шумахер квалифицировался седьмым в своём первом выступлении на машине Формулы-1, что для не самой сильной машины Jordan-Ford было очень высоким результатом. Сразу после старта гонки пробился на 5-е место, однако сошёл уже на первом круге из-за поломки сцепления. После такого впечатляющего дебюта его заметили в «Бенеттоне». Флавио Бриаторе, директор «Бенеттона», переманил в свою команду талантливого гонщика, и следующую гонку он провёл уже за команду Benetton-Ford. Соглашение с командой «Джордан» было расторгнуто в судебном порядке, чему способствовала грамматическая ошибка в его тексте: вместо определённого артикля был использован неопределённый.

#### Карьера в «Бенеттоне»

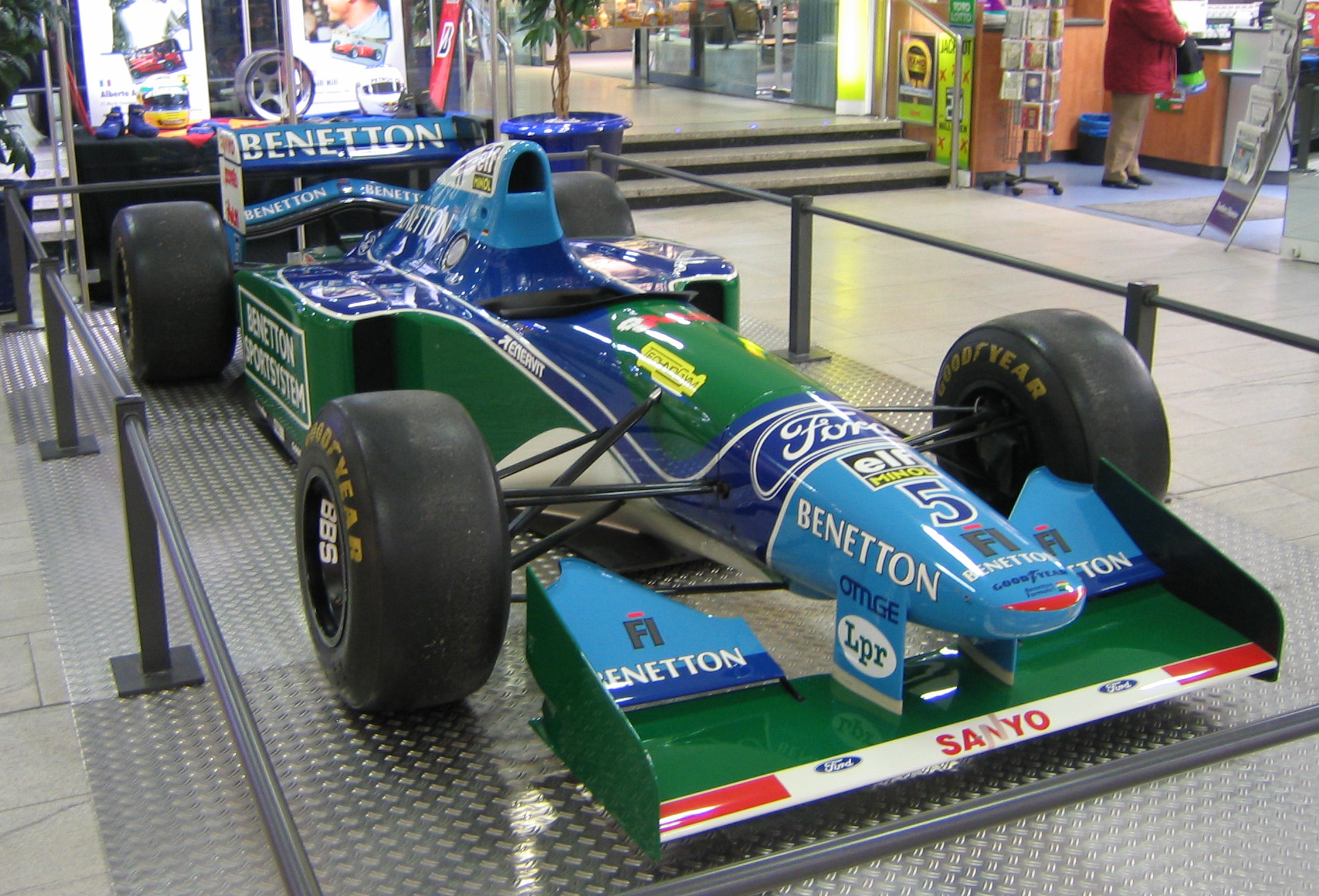
Машина Шумахера Benetton B194, на которой он завоевал свой первый титул, в 1994 году

В первой же гонке за Benetton-Ford, Гран-при Италии на трассе в Монце, Шумахер финишировал пятым впереди своего напарника — трёхкратного чемпиона мира Нельсона Пике. В оставшихся четырёх гонках Шумахер ещё дважды финишировал в очках и дважды сходил.
После сезона 1991 года напарник Шумахера Нельсон Пике завершил карьеру и был заменён британским гонщиком Мартином Брандлом. В 1992 году Шумахер начал стабильно занимать одни из лидирующих позиций в чемпионате, завоевал несколько подиумов и первую победу на Гран-при Бельгии. Он завершил чемпионат на третьем месте, пропустив вперёд только двух гонщиков из Williams-Renault, безоговорочно доминировавших в чемпионате, и опередив на три очка трёхкратного чемпиона Айртона Сенну, которого не раз в сезоне подводил болид McLaren. За ярко-жёлтый комбинезон и улыбку на лице он получил своё первое прозвище в Формуле-1 — «Солнечный Мальчик».
Начало намечаться соперничество между бразильской звездой и немецким новичком. После первой же гонки сезона, проходившей в Бразилии, Шумахер публично обвинил Сенну в намеренной медленной езде, в то время как на самом деле причиной его резких замедлений были проблемы с электроникой на болиде McLaren. На Гран-при Франции немец столкнулся с бразильцем на первом круге, что привело к сходу последнего. После остановки гонки из-за дождя Сенна, уже снявший свой гоночный костюм, оживлённо обсуждал этот инцидент с Шумахером в стороне от камер, отчитывал его за поведение после гонки в Бразилии, когда немец обвинил его в преднамеренном замедлении и требовании объяснений относительно заявлений.
В 1993 году у Шумахера вновь сменился напарник. На этот раз им стал вице-чемпион прошлого сезона Риккардо Патрезе. В новом сезоне Benetton получили эксклюзивную поставку двигателей Ford, значительно превосходивших те, что поставлялись прежде и новые системы контроля тяги (введены только в середине сезона). Это помогло сделать автомобиль немецкого гонщика более конкурентоспособным. В течение сезона Шумахер одержал одну победу в Португалии, поднялся на подиум ещё в 8 гонках и закончил чемпионат на четвёртом месте, пропустив вперёд Алена Проста, Сенну и Деймона Хилла. Результат мог быть намного лучше, если бы машина была более надёжной. Например, в Монако Шумахер лидировал, но из-за технической поломки пропустил к победе Сенну, а всего в 16 гонках у него случилось 7 сходов. Тем не менее, во всех гонках, в которых Шумахер финишировал, он поднимался на подиум (1 победа, 5 вторых и 3 третьих места).
В 1994 году Шумахер выиграл свой первый чемпионат за команду «Бенеттон», опередив Деймона Хилла всего на одно очко: стартовав 6 победами в 7 гонках, он получил дисквалификацию на 2 гонки, что позволило Хиллу догнать Шумахера. Но Шумахер всё равно сохранил первое место после скандального столкновения с Хиллом в последней гонке на Гран-при Австралии. Допустив ошибку, Шумахер врезался в отбойник и повредил свою машину, однако смог вернуться на трассу. После столкновения с Хиллом оба гонщика выбыли из гонки. Дисквалификацию же Шумахер получил на Гран-при Великобритании за обгон Деймона Хилла на прогревочном круге, отстранён от участия в двух гонках (Гран-при Италии и Португалии) за игнорирование чёрных флагов, а на Гран-при Бельгии был лишён победы уже после финиша за несоответствие машины техническим требованиям ФИА. Таким образом, в зачёт Шумахеру пошло лишь 12 гонок против 16 у его главного соперника.
В 1995 году он отстоял свой титул, опередив ближайшего соперника (им снова был Деймон Хилл) уже на 33 очка. Это был единственный Кубок конструкторов для команды «Бенеттон», на машинах которой в тот год использовались моторы Renault.
К этому моменту Шумахер уже имел 19 побед, 21 подиум, и 10 поул-позиций. Если исключить несколько гонок в 1991 году, то за четыре года своих выступлений он лишь дважды финишировал ниже 4-го места (оба раза из-за технических проблем с машиной).

#### Карьера в «Феррари»

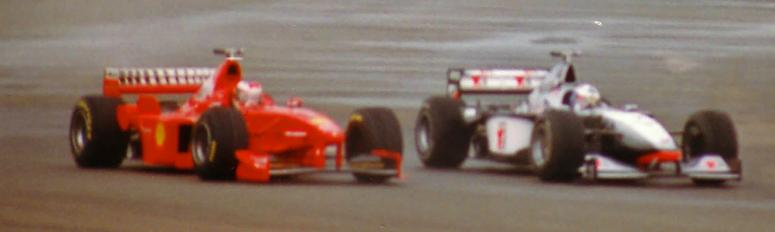
Шумахер борется с Дэвидом Култхардом на Гран-при Великобритании 1998 года

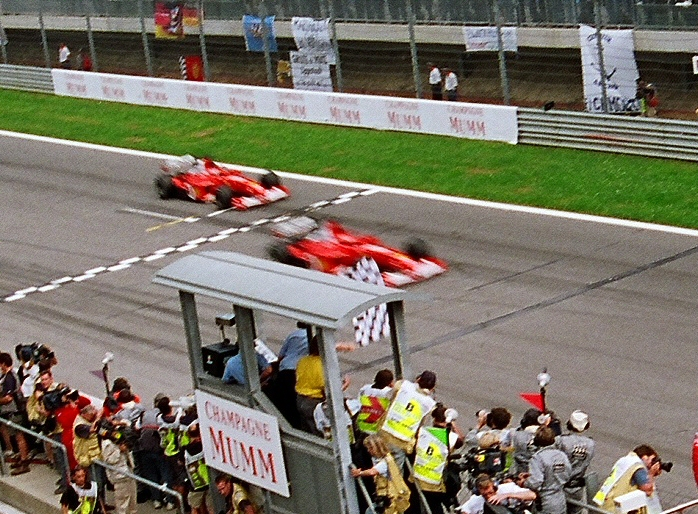
Скандальная победа Михаэля Шумахера, обогнавшего на финише Рубенса Баррикелло после приказа из боксов на Гран-при Австрии 2002 года

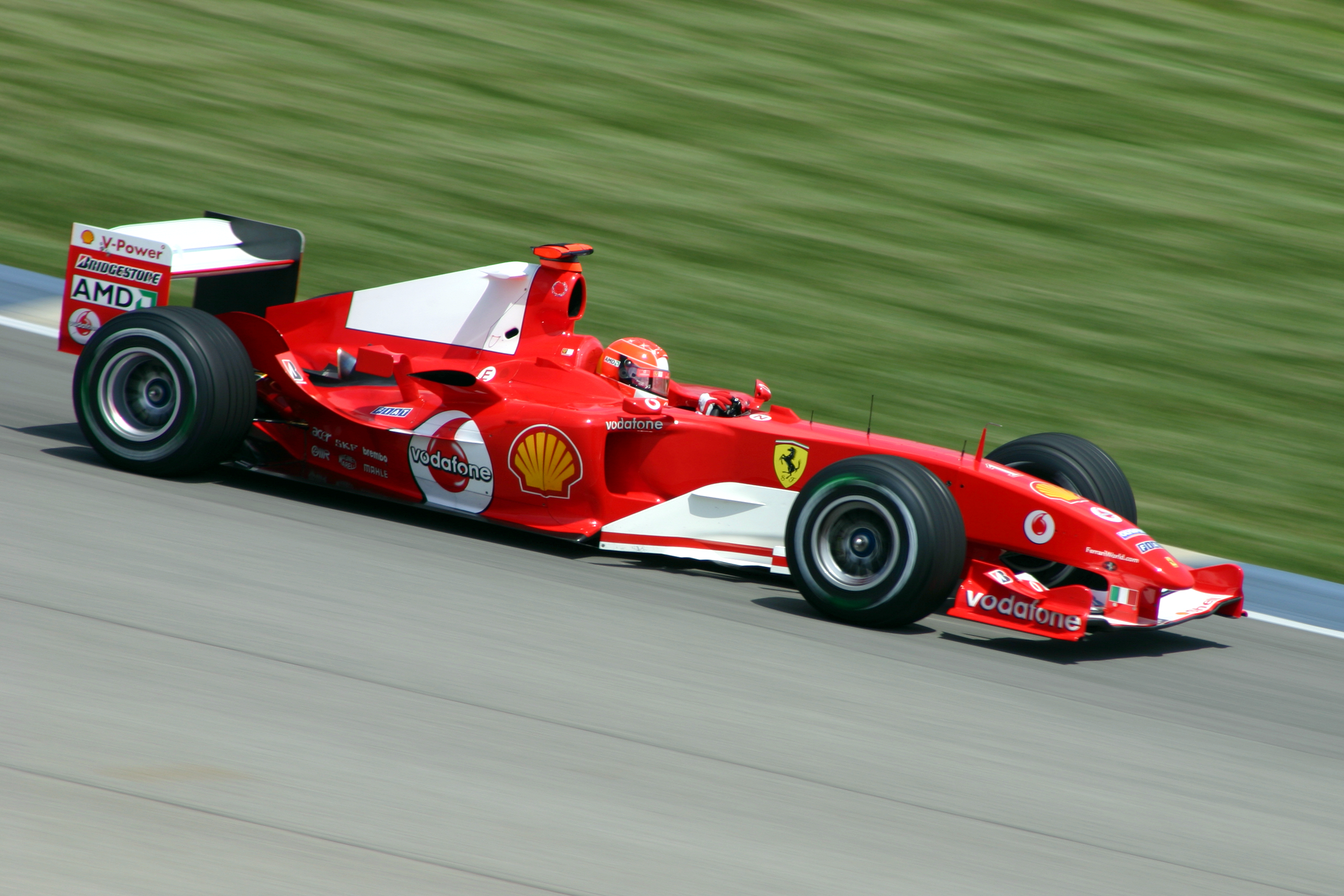
Шумахер на Гран-при США 2004 года

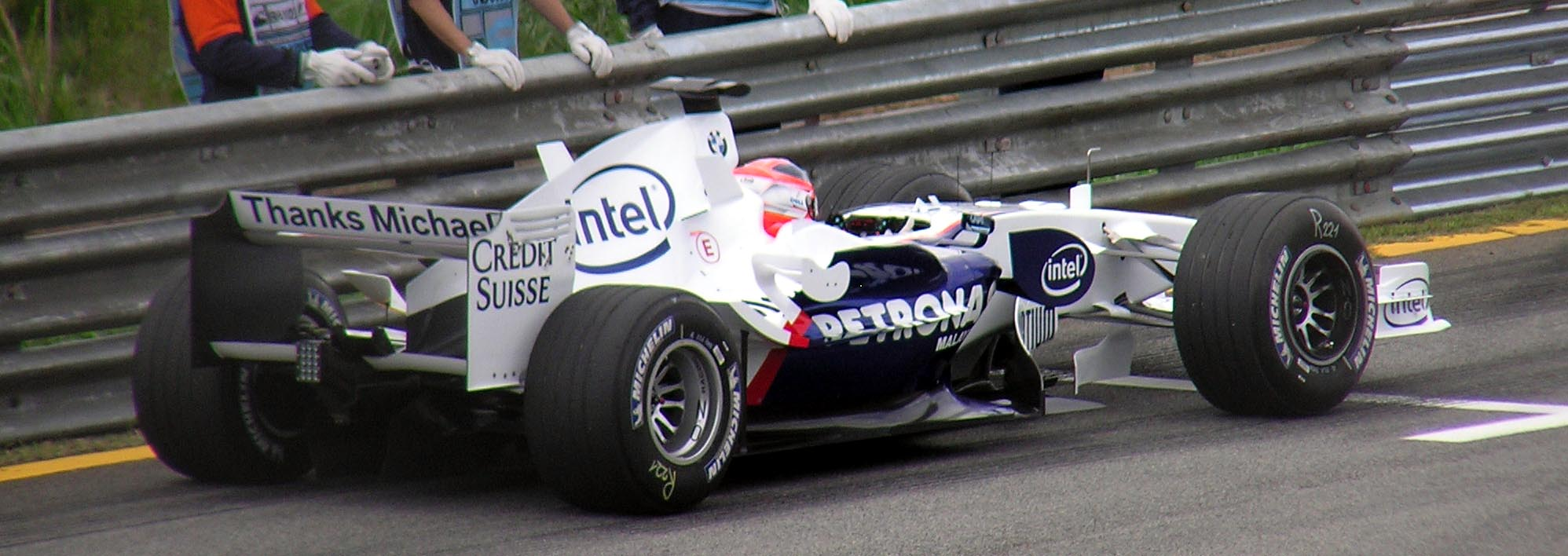
Надпись «Thanks Michael» («Спасибо, Михаэль») на машинах BMW Sauber в конце 2006 года

В 1995 году Шумахер подписал контракт с «Феррари». К этому времени команда уже 17 лет не выигрывала чемпионат в личном зачёте. У машин «Феррари» при этом была репутация не слишком быстрых и очень ненадёжных, а за титул гонщики в последний раз боролись в 1990 году, когда за команду выступал Ален Прост. С тех пор гонщики «Скудерии» выигрывали не больше одной гонки за сезон. Тем не менее, уже в первый год выступлений, несмотря на многочисленные сходы по техническим причинам, Шумахер принёс итальянской команде три победы (Гран-при Испании, Бельгии и Италии) и третье место в личном зачёте, позади двух гонщиков «Уильямс».
В 1997 году Шумахер уже был очень близок к завоеванию титула, перед последней гонкой в Хересе лидировал в чемпионате, но спровоцировал столкновение с главным претендентом на титул Жаком Вильнёвом, был дисквалифицирован и исключён из протокола всего чемпионата. Шумахер беспрерывно работал, заставляя напрягаться всю команду. В один из тестовых дней проехал более 160 кругов. В год с тренировками проезжал около 30 тысяч километров.
В 1998 году Шумахер стал единственным гонщиком, который смог навязать борьбу доминировавшим на трассе машинам «Макларен», однако по итогам сезона остался вторым, уступив в последнем Гран-при Мике Хаккинену.
В 1999 году авария на Гран-при Великобритании, в которой Шумахер сломал ногу в результате атаки на напарника по команде Эдди Ирвайна, помешала ему стать чемпионом мира в третий раз. После аварии он был вынужден пропустить шесть гонок. Но вернувшись в конце сезона, на Гран-при Малайзии и Японии, помог команде заполучить Кубок конструкторов, впервые с 1983 года.
В 2000 году на Гран-при Японии Шумахер завоевал свой третий чемпионский титул после 21 года ожидания для «Феррари». Он выиграл 9 гонок из 17, став чемпионом за один Гран-при до окончания сезона.
В 2001 году Шумахер выиграл четвёртый титул и побил рекорд Алена Проста по количеству выигранных Гран-при. В 2002 году Шумахер доминировал на протяжении всего чемпионата, выиграв 11 из 17 Гран-при, закончив все гонки сезона на подиуме и завоевал свой пятый титул чемпиона, сравнявшись с рекордом Хуана Мануэля Фанхио. В 2003 году Шумахер завоевал шестой титул. Выиграв 13 из 18 Гран-при 2004 года, он досрочно стал чемпионом мира в седьмой раз, что стало ещё одним рекордом «Формулы-1».
2005 год впервые за долгое время обернулся провалом для Шумахера и «Феррари». Лидерство в чемпионате захватила команда «Рено», а «Феррари» так и не смогла навязать ей борьбу. Чемпионом мира стал гонщик «Рено» Фернандо Алонсо, второе место занял Кими Райкконен из «Макларен», а Михаэль Шумахер замкнул тройку лидеров.
Но в 2006 году «Скудерия» начала бороться с «Рено», и в конце сезона Шумахер всё же уступил титул Алонсо. 10 сентября 2006 года стало известно, что Шумахер уйдёт из спорта по окончании сезона.
Шумахер продолжал работать в «Феррари» в качестве эксперта и советника, периодически тестируя машины. Также он принимал участие в мотогонках.
29 июля 2009 года команда «Феррари» объявила о возвращении Шумахера: на Гран-при Европы 2009 года он должен был выйти на старт вместо травмированного Фелипе Массы. 31 июля 2009 года Михаэль Шумахер провёл первые тесты на автодроме в итальянском Муджелло, готовясь к своему возвращению на Гран-при Европы 2009 года, однако впоследствии из-за продолжившихся проблем с шеей после падения с мотоцикла во время февральского теста ему пришлось отказаться от участия в Гран-при. Возвращение Шумахера в «Формулу-1» состоялось в сезоне 2010 года.

#### Карьера в «Мерседесе»
В конце декабря 2009 года Михаэль Шумахер подписал трёхлетний контракт с командой «Мерседес» (владелец команды — бывший технический директор «Феррари» Росс Браун, друг и коллега Шумахера), однако в 2010 году не смог провести сезон на уровне своих предыдущих выступлений, уступив напарнику Нико Росбергу и заняв в чемпионате лишь 9-е место, впервые за историю своей карьеры в «Формуле-1» (за исключением дебютного сезона) ни разу не финишировав на подиуме. Отчасти неудачи Шумахера в 2010 году объясняются ошибками в проектировании машины и её несоответствием стилю пилотирования Шумахера, который предпочитает избыточную поворачиваемость, тогда как машина обладала недостаточной поворачиваемостью. Кроме того, стюарды принимали неблагоприятные для гонщика решения: в частности, он получил 20-секундный штраф за обгон на последнем круге на Гран-при Монако, что стоило Шумахеру всех заработанных в гонке очков, а затем штраф за агрессивный стиль вождения в неудачном для гонщика Гран-при Венгрии при попытке удержать последнюю очковую позицию против атаки своего бывшего напарника Рубенса Баррикелло, в результате чего Шумахер потерял 10 стартовых позиций в следующей гонке.
Однако после частичного устранения по ходу сезона дефектов машины Шумахеру удалось, также воспользовавшись ошибками соперников, провести ряд неплохих гонок к концу сезона, в частности, на новой трассе Гран-при Кореи, и сократить отставание по очкам от напарника. На Гран-при Монако 2012 года завоевал поул-позицию, но из-за спорного штрафа на Гран-при Испании в инциденте с Бруно Сенной был наказан потерей 5 позиций на старте гонки в Монако. 24 июня 2012 года на Гран-при Европы Шумахер впервые после своего возвращения в гонки поднялся на подиум, заняв третье место.

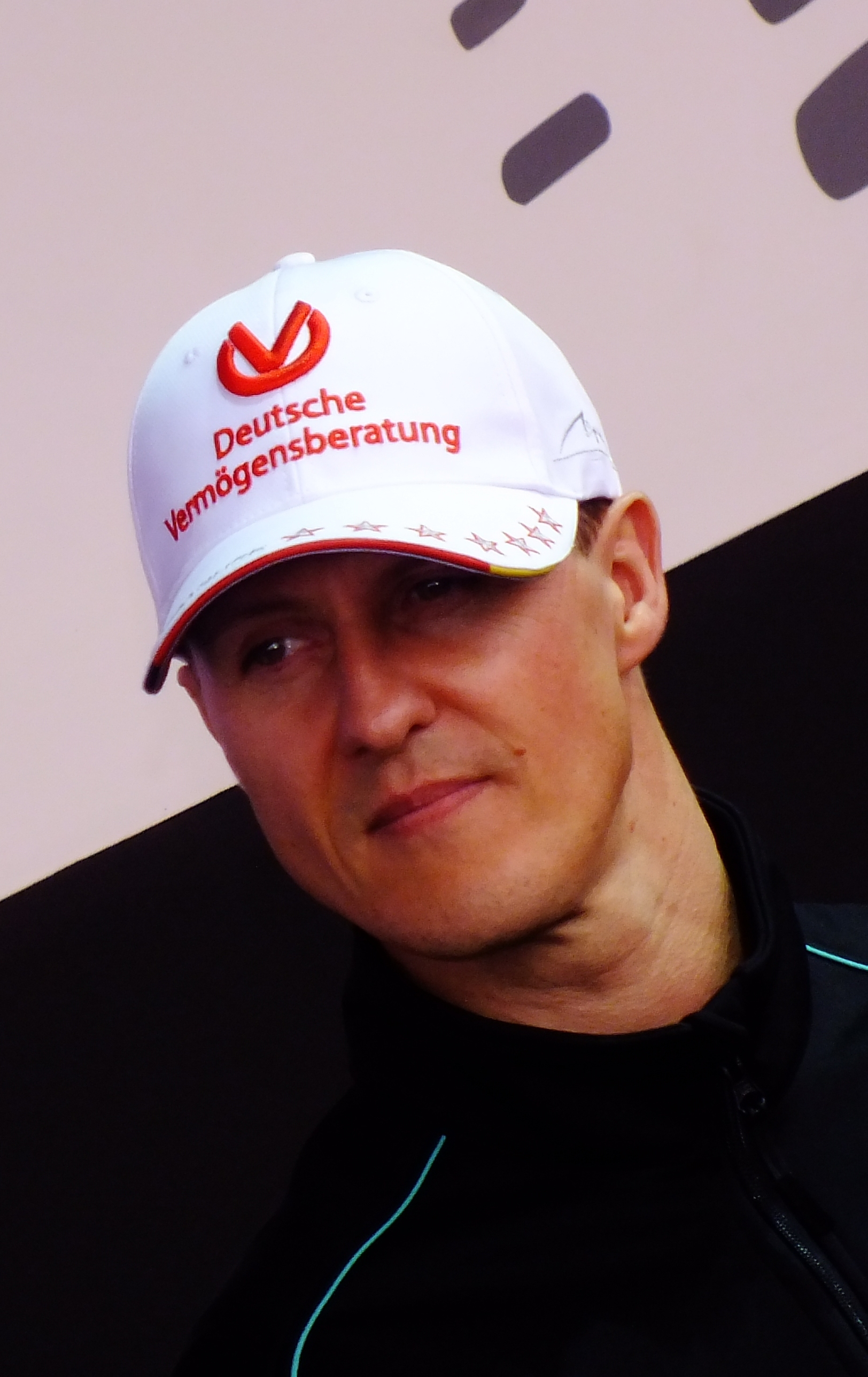
Шумахер во время Гран-при Китая 2012 года

4 октября перед началом уик-энда в Японии Михаэль Шумахер собрал пресс-конференцию, на которой официально объявил, что не намерен продолжать карьеру и в конце сезона уйдёт в отставку.
В прессе Шумахера часто называли «Солнечным мальчиком», «Шуми», а также «Красным бароном» — по аналогии с асом Первой мировой войны германским бароном Манфредом фон Рихтгофеном (в том числе из-за красной окраски как самолёта лётчика, так и болида «Феррари» и спортивной формы Шумахера).

## Стиль пилотирования
Шумахер обычно подходил к повороту на максимальной скорости, выбирал более крутую траекторию чем большинство других гонщиков и тормозил гораздо позже, что подтвердил Мартин Брандл во время обгонного манёвра на Гран-при Бельгии 1995 года. «Михаэль вошел в поворот со скоростью, которая была необходима чтобы маневрировать задней частю болида точечными дозированными нажатиями газа. Эта скорость давала чувство уверенности в повороте, как у Сенны. Как только машина выровнялась с направлением необходимого движения, его скорость превосходила скорость противников. Этот стиль вождения, по крайней мере частично, объясняет его превосходство в медленных поворотах и — благодаря дозированным газовым амортизаторам — также в сверхбыстрых поворотах.»
С появлением левостороннего торможения Шумахер смог ещё больше стабилизировать автомобиль. Необычная кривая линия также объясняет его поиск упомянутых выше альтернатив. В телеинтервью он объяснил, что иногда позволяет транспортному средству искать свою собственную линию, чтобы проверить его эффективность. Такие «эксперименты» также иногда терпели неудачу, как показала неудача на Гран-при Монако 1996 года. Во время тренировки, например, он обнаружил, что внутренняя часть бордюра дает ему лучшее сцепление с дорогой. В квалификации трюк сработал, и он обеспечил себе поул-позицию. На первом круге гонки он не учёл тот факт, что бордюры были влажными от дождя и зацепились за отбойники.

## Несчастный случай на горнолыжном курорте
29 декабря 2013 года Шумахер с сыном и его друзьями выехал на горнолыжную трассу курорта Мерибель во французских Альпах. Шумахер выехал за пределы трассы и около 20 метров проехал по неподготовленному склону. Споткнувшись о невидимый под свежевыпавшим снегом камень, он упал и ударился правой стороной головы о выступ скалы. При падении крепление одной из лыж не расстегнулось. От удара шлем, в котором был Шумахер, раскололся. Он был доставлен вертолётом в больницу в Мутье, после чего был перевезён в клинику в Гренобле. Первые сообщения были о несерьёзном характере травмы. Поначалу он находился в сознании. Однако уже во время транспортировки на вертолёте произошёл коллапс, и пришлось совершить вынужденную посадку для того, чтобы подключить Шумахера к аппарату искусственной вентиляции лёгких. Ему были проведены две нейрохирургические операции, он был введён в искусственную кому. Состояние спортсмена оценивалось как критическое. Утверждалось, что, не будь шлема, Шумахер наверняка был бы обречён. От прогнозов врачи воздерживались.
По информации французской газеты «Дофине Либере» (фр. «Dauphiné Libéré»), во время несчастного случая Шумахер был в шлеме с камерой. Прокурор Альбервиля Патрик Кенси (фр. Patrick Quincy) на пресс-конференции подтвердил, что камера была включена и запись изучалась специалистами Горной жандармерии. Представитель Горной жандармерии Стефан Бозон сообщил, что на видеозаписи отсутствует подтверждение появившейся ранее информации о том, что Шумахер кому-то помогал или собирался помочь. Следователи уточняли подробности происшествия, беседуя с сыном Шумахера Миком и с другом Мика, которые были очевидцами трагического события. Кроме того, появилось сообщение о видеозаписи, сделанной одним из случайных свидетелей инцидента, которое впоследствии не подтвердилось.
3 января 2014 года в день рождения Михаэля Шумахера вся его семья (жена с детьми, отец и брат) были рядом с ним в клинике, многочисленные друзья и поклонники спортсмена съехались в Гренобль или выложили свои приветствия в Интернете.
Начиная с 30 января, постепенно снижалась дозировка седативных препаратов с целью выведения Шумахера из искусственной комы.
17 февраля прокурор Альбервиля Патрик Кенси на пресс-конференции сообщил о завершении расследования, не выявившего нарушений в работе горнолыжной трассы и неисправностей использованного Шумахером инвентаря, которые могли бы привести к несчастному случаю.
24 февраля менеджер спортсмена Сабине Кем сообщила, что появившаяся информация о приостановке вывода Шумахера из комы не соответствует действительности. 7 марта она подтвердила, что Шумахер по-прежнему находится в фазе пробуждения, и попросила считать любую информацию, исходящую не от неё или лечащих врачей, недействительной.
16 июня она заявила: «Михаэль покинул больницу в Гренобле, чтобы продолжить длительный курс реабилитации. Он больше не в коме». Она также попросила журналистов отнестись к ситуации с пониманием и сообщила, что реабилитация Шумахера будет проходить вдали от общественности в больнице, название и местоположение которой не разглашается.
9 сентября Кем сообщила, что Шумахер вернулся домой и его реабилитация будет проходить дома. По словам бывшего гонщика «Формулы-1» Филиппа Стрейффа, по состоянию на ноябрь 2014 Шумахер был прикован к креслу, не мог говорить, у него были проблемы с памятью. Однако менеджер Кем опровергла эту информацию, заявив, что Стрейфф не является другом Шумахера и сведения о состоянии его здоровья получил из неизвестного ей источника. Глава медицинского департамента ФИА Жерар Сейян (фр. Gérard Saillant) в свою очередь заявил, что не сообщал Стрейффу какую-либо информацию о состоянии здоровья Шумахера.
7 июля 2016 года, рассказывая о состоянии Шумахера, Кем заявила: «… В настоящее время ситуация настолько сложна, что мы не можем предоставить какие-либо подробности».
В декабре 2016 года стало известно, что семья Шумахера потратила на его лечение 16 млн евро и вынуждена была продать дом в Норвегии и самолёт спортсмена.
В октябре 2018 года президент ФИА Жан Тодт заявил, что навещает Шумахера не менее двух раз в месяц, а о состоянии его здоровья сказал: «Хотелось бы, чтобы ситуация была другой…» Стало также известно, что Шумахер и Тодт вместе смотрели Гран-при Бразилии, а Шумахер не прикован к постели.
Во второй половине 2020 в СМИ появилось несколько сообщений о том, что состояние здоровья Шумахера улучшается, однако подробности не раскрываются; также стало известно, что в связи с пандемией коронавируса перенесено его запланированное лечение стволовыми клетками.
В сентябре 2021 года на стриминговой платформе Netflix вышел документальный фильм, в котором жена и сын Шумахера подтвердили, что он не способен к самостоятельному передвижению и полноценному общению с окружающими. Также стало известно, что на лечение уже потрачено 20 млн фунтов стерлингов.
В 2024 году бывший охранник семьи Шумахера и два его сообщника потребовали 15 млн евро, угрожая выложить в даркнет более 1,5 тыс. украденных личных фотографий, видео и медицинских документов. В феврале 2025 года суд в Германии признал их виновными; главный обвиняемый был приговорён к трём годам тюремного заключения за попытку вымогательства, его сын — к шести месяцам условно, а бывший охранник — к двум годам условно за пособничество и подстрекательство к вымогательству.

## Семья
Семья Шумахера живёт в Швейцарии, недалеко от Женевского озера, в городке Вюфлан-ле-Шато.
Младший брат Михаэля Шумахера Ральф также стал известным автогонщиком.
Супруга — Коринна Шумахер, в девичестве Беч (Betsch). Родилась 2 марта 1969 года в городе Хальвер. 1 августа 1995 года состоялась официальная церемония бракосочетания, 5 августа — венчание.
20 февраля 1997 года у супругов родилась дочь Джина-Мария. Занимается конным спортом.
22 марта 1999 года родился сын Мик, который также стал гонщиком. В 2021—2022 годах выступал в «Формуле-1» в составе команды «Haas».

## Результаты выступлений

### Статистика
| Сезон | Серия                              | Команда                     | Старты | Победы | Поулы | БК | Подиумы | Очки | Место |
| ----- | ---------------------------------- | --------------------------- | ------ | ------ | ----- | -- | ------- | ---- | ----- |
| 1988  | Европейская Формула-Форд 1600      | Eufra Racing                | 4      | 1      | 1     | 0  | 3       | 50   | 2     |
| 1988  | Немецкая Формула-Форд 1600         | Eufra Racing                | 7      | 3      | 0     | 0  | 5       | 124  | 6     |
| 1988  | Формула-Кёниг                      | Hoecker Sportwagenservice   | 10     | 9      | 1     | 1  | 10      | 192  | 1     |
| 1989  | Немецкая Формула-3                 | WTS Racing                  | 12     | 2      | 2     | 0  | 7       | 163  | 3     |
| 1989  | Еврокубок Формулы-3                | WTS Racing                  | 1      | 0      | 0     | 0  | 0       | -    | НКЛ   |
| 1989  | Гран-при Макао                     | WTS Racing                  | 1      | 0      | 0     | 0  | 0       | -    | НКЛ   |
| 1990  | Чемпионат мира спорткаров          | Team Sauber Mercedes        | 3      | 1      | 0     | 1  | 3       | 21   | =5    |
| 1990  | Немецкая Формула-3                 | WTS Racing                  | 11     | 5      | 6     | 4  | 7       | 148  | 1     |
| 1990  | Еврокубок Формулы-3                | WTS Racing                  | 1      | 0      | 1     | 1  | 0       | -    | НКЛ   |
| 1990  | Гран-при Макао                     | WTS Racing                  | 1      | 1      | 0     | 0  | 0       | -    | 1     |
| 1991  | Формула-1                          | Team 7UP Jordan             | 1      | 0      | 0     | 0  | 0       | 0    | 14    |
| 1991  | Формула-1                          | Camel Benetton Ford         | 5      | 0      | 0     | 0  | 0       | 4    | 14    |
| 1991  | Чемпионат мира спорткаров          | Team Sauber Mercedes        | 8      | 1      | 0     | 2  | 2       | 43   | =9    |
| 1991  | Deutsche Tourenwagen Meisterschaft | Zakspeed Mercedes           | 4      | 0      | 0     | 0  | 0       | 0    | НКЛ   |
| 1991  | Японская Формула-3000              | Team Le Mans                | 1      | 0      | 0     | 0  | 1       | 6    | 12    |
| 1992  | Формула-1                          | Camel Benetton Ford         | 16     | 1      | 0     | 2  | 8       | 53   | 3     |
| 1993  | Формула-1                          | Camel Benetton Ford         | 16     | 1      | 0     | 5  | 9       | 52   | 4     |
| 1994  | Формула-1                          | Mild Seven Benetton Ford    | 14     | 8      | 6     | 8  | 10      | 92   | 1     |
| 1995  | Формула-1                          | Mild Seven Benetton Renault | 17     | 9      | 4     | 8  | 11      | 102  | 1     |
| 1996  | Формула-1                          | Scuderia Ferrari S.p.A.     | 16     | 3      | 4     | 2  | 8       | 59   | 3     |
| 1997  | Формула-1                          | Scuderia Ferrari Marlboro   | 17     | 5      | 3     | 3  | 8       | 78   | ДСК   |
| 1998  | Формула-1                          | Scuderia Ferrari Marlboro   | 16     | 6      | 3     | 6  | 11      | 86   | 2     |
| 1999  | Формула-1                          | Scuderia Ferrari Marlboro   | 10     | 2      | 3     | 5  | 6       | 44   | 5     |
| 2000  | Формула-1                          | Scuderia Ferrari Marlboro   | 17     | 9      | 9     | 2  | 12      | 108  | 1     |
| 2001  | Формула-1                          | Scuderia Ferrari Marlboro   | 17     | 9      | 11    | 3  | 14      | 123  | 1     |
| 2002  | Формула-1                          | Scuderia Ferrari Marlboro   | 17     | 11     | 7     | 7  | 17      | 144  | 1     |
| 2003  | Формула-1                          | Scuderia Ferrari Marlboro   | 16     | 6      | 5     | 5  | 9       | 93   | 1     |
| 2004  | Формула-1                          | Scuderia Ferrari Marlboro   | 18     | 13     | 8     | 10 | 15      | 148  | 1     |
| 2005  | Формула-1                          | Scuderia Ferrari Marlboro   | 19     | 1      | 1     | 3  | 5       | 62   | 3     |
| 2006  | Формула-1                          | Scuderia Ferrari Marlboro   | 18     | 7      | 4     | 7  | 12      | 121  | 2     |
| 2010  | Формула-1                          | Mercedes GP Petronas        | 19     | 0      | 0     | 0  | 0       | 72   | 9     |
| 2011  | Формула-1                          | Mercedes GP Petronas        | 19     | 0      | 0     | 0  | 0       | 76   | 8     |
| 2012  | Формула-1                          | Mercedes GP Petronas        | 20     | 0      | 0     | 1  | 1       | 49   | 13    |

### Результаты выступлений в Формуле-1
| Легенда к таблице |                                                                    |
| --- | ------------------------------------------------------------------ |
| В таблице перечислены результаты всех Гран-при Формулы-1, в которых принимал участие гонщик. Строками таблицы являются сезоны, столбцами — этапы чемпионата мира. В каждой клетке указаны сокращённое название этапа и результат, дополнительно обозначенный цветом. Расшифровка обозначений и цветов представлена в нижеследующей таблице. |                                                                    |
| \| Пример \| Описание \| \| ------------ \| ------------------------------------------------------------------ \| \| 1 \| Победитель \| \| 2 \| Второе место \| \| 3 \| Третье место \| \| 5 \| Финишировал, заработав очки \| \| Сход \| Не финишировал, но при этом заработал очки \| \| 12 \| Финишировал, не получив очков \| \| НКЛ \| Финишировал, но не попал в финальную классификацию \| \| 15 \| Участвовал вне зачёта, либо по отдельной классификации \| \| 18 \| Не финишировал, но попал в финальную классификацию \| \| Сход \| Не финишировал \| \| НКВ \| Не прошёл квалификацию \| \| НПКВ \| Не прошёл предквалификацию \| \| ДСК \| Дисквалифицирован \| \| ИСК \| Исключён из протокола соревнований \| \| ТТ \| Заявлен для участия только в тренировках \| \| НС \| Участвовал в квалификации, но не стартовал в гонке \| \| Т \| Травмирован или болен \| \| ОТК \| Отказ от участия \| \| НТР \| Прибыл на соревнования, но на трассу не выезжал \| \| НПР \| Был заявлен в числе участников, но не прибыл к началу соревнований \| \| О \| Соревнования отменены \| \| \| Не участвовал \| \| Поул-позиция \| \| \| Быстрый круг \| \| |                                                                    |
| Пример | Описание                                                           |
| 1 | Победитель                                                         |
| 2 | Второе место                                                       |
| 3 | Третье место                                                       |
| 5 | Финишировал, заработав очки                                        |
| Сход | Не финишировал, но при этом заработал очки                         |
| 12 | Финишировал, не получив очков                                      |
| НКЛ | Финишировал, но не попал в финальную классификацию                 |
| 15 | Участвовал вне зачёта, либо по отдельной классификации             |
| 18 | Не финишировал, но попал в финальную классификацию                 |
| Сход | Не финишировал                                                     |
| НКВ | Не прошёл квалификацию                                             |
| НПКВ | Не прошёл предквалификацию                                         |
| ДСК | Дисквалифицирован                                                  |
| ИСК | Исключён из протокола соревнований                                 |
| ТТ | Заявлен для участия только в тренировках                           |
| НС | Участвовал в квалификации, но не стартовал в гонке                 |
| Т | Травмирован или болен                                              |
| ОТК | Отказ от участия                                                   |
| НТР | Прибыл на соревнования, но на трассу не выезжал                    |
| НПР | Был заявлен в числе участников, но не прибыл к началу соревнований |
| О | Соревнования отменены                                              |
| | Не участвовал                                                      |
| Поул-позиция |                                                                    |
| Быстрый круг |                                                                    |

| Код | Название Гран-при       | Код | Название Гран-при          |
| --- | ----------------------- | --- | -------------------------- |
| 500 | 500 миль Индианаполиса  | МАЗ | Гран-при Малайзии          |
| 70Л | Гран-при 70-летия       | МАЙ | Гран-при Майами            |
| АБУ | Гран-при Абу-Даби       | МАР | Гран-при Марокко           |
| АВС | Гран-при Австралии      | МЕК | Гран-при Мексики           |
| АВТ | Гран-при Австрии        | МЕХ | Гран-при Мехико            |
| АЗЕ | Гран-при Азербайджана   | МОН | Гран-при Монако            |
| АЙФ | Гран-при Айфеля         | НИД | Гран-при Нидерландов       |
| АРГ | Гран-при Аргентины      | ПЕС | Гран-при Пескары           |
| БАХ | Гран-при Бахрейна       | ПОР | Гран-при Португалии        |
| БЕЛ | Гран-при Бельгии        | РОФ | Гран-при России            |
| БРА | Гран-при Бразилии       | САН | Гран-при Сан-Марино        |
| ВЕЛ | Гран-при Великобритании | САП | Гран-при Сан-Паулу         |
| ВЕН | Гран-при Венгрии        | САУ | Гран-при Саудовской Аравии |
| ГЕР | Гран-при Германии       | САХ | Гран-при Сахира            |
| ДАЛ | Гран-при Далласа        | СИН | Гран-при Сингапура         |
| ДЕТ | Гран-при Детройта       | СОЕ | Гран-при США               |
| ЕВР | Гран-при Европы         | СШЗ | Гран-при США-Запад         |
| ИНД | Гран-при Индии          | ТИХ | Гран-при Тихого океана     |
| ИСП | Гран-при Испании        | ТОС | Гран-при Тосканы           |
| ИТА | Гран-при Италии         | ТУЦ | Гран-при Турции            |
| КАН | Гран-при Канады         | ФРА | Гран-при Франции           |
| КАТ | Гран-при Катара         | ШВА | Гран-при Швейцарии         |
| КИТ | Гран-при Китая          | ШВЕ | Гран-при Швеции            |
| КОР | Гран-при Кореи          | ШТИ | Гран-при Штирии            |
| ЛАС | Гран-при Лас-Вегаса     | ЭМИ | Гран-при Эмилии-Романьи    |
| СИЗ | Гран-при Сизарс-пэласа  | ЮЖН | Гран-при ЮАР               |
| ЛЮК | Гран-при Люксембурга    | ЯПО | Гран-при Японии            |

| Сезон | Команда                       | Шасси            | Двигатель               | Ш | 1        | 2      | 3        | 4        | 5        | 6        | 7        | 8        | 9        | 10       | 11       | 12       | 13       | 14       | 15       | 16       | 17       | 18     | 19       | 20    | Место | Очки |
| ----- | ----------------------------- | ---------------- | ----------------------- | - | -------- | ------ | -------- | -------- | -------- | -------- | -------- | -------- | -------- | -------- | -------- | -------- | -------- | -------- | -------- | -------- | -------- | ------ | -------- | ----- | ----- | ---- |
| 1991  | Team 7UP Jordan               | Jordan 191       | Ford HB 3,5 V8          | G | США      | БРА    | САН      | МОН      | КАН      | МЕК      | ФРА      | ВЕЛ      | ГЕР      | ВЕН      | БЕЛ Сход |          |          |          |          |          |          |        |          |       | 12    | 4    |
| 1991  | Camel Benetton Ford           | Benetton B191    | Ford HB 3,5 V8          | P |          |        |          |          |          |          |          |          |          |          |          | ИТА 5    | ПОР 6    | ИСП 6    | ЯПО Сход | АВС Сход |          |        |          |       | 12    | 4    |
| 1992  | Camel Benetton Ford           | Benetton B191B   | Ford HB 3,5 V8          | G | ЮАР 4    | МЕК 3  | БРА 3    |          |          |          |          |          |          |          |          |          |          |          |          |          |          |        |          |       | 3     | 53   |
| 1992  | Camel Benetton Ford           | Benetton B192    | Ford HB 3,5 V8          | G |          |        |          | ИСП 2    | САН Сход | МОН 4    | КАН 2    | ФРА Сход | ВЕЛ 4    | ГЕР 3    | ВЕН Сход | БЕЛ 1    | ИТА 3    | ПОР 7    | ЯПО Сход | АВС 2    |          |        |          |       | 3     | 53   |
| 1993  | Camel Benetton Ford           | Benetton B193    | Ford HB 3,5 V8          | G | ЮАР Сход | БРА 3  |          |          |          |          |          |          |          |          |          |          |          |          |          |          |          |        |          |       | 4     | 52   |
| 1993  | Camel Benetton Ford           | Benetton B193B   | Ford HB 3,5 V8          | G |          |        | ЕВР Сход | САН 2    | ИСП 3    | МОН Сход | КАН 2    | ФРА 3    | ВЕЛ 2    | ГЕР 2    | ВЕН Сход | БЕЛ 2    | ИТА Сход | ПОР 1    | ЯПО Сход | АВС Сход |          |        |          |       | 4     | 52   |
| 1994  | Mild Seven Benetton Ford      | Benetton B194    | Ford Zetec-R 3,5 V8     | G | БРА 1    | ТИХ 1  | САН 1    | МОН 1    | ИСП 2    | КАН 1    | ФРА 1    | ВЕЛ ДСК  | ГЕР Сход | ВЕН 1    | БЕЛ ДСК  | ИТА ДСК  | ПОР ДСК  | ЕВР 1    | ЯПО 2    | АВС Сход |          |        |          |       | 1     | 92   |
| 1995  | Mild Seven Benetton Renault   | Benetton B195    | Renault RS7 3,0 V10     | G | БРА 1    | АРГ 3  | САН Сход | ИСП 1    | МОН 1    | КАН 5    | ФРА 1    | ВЕЛ Сход | ГЕР 1    | ВЕН Сход | БЕЛ 1    | ИТА Сход | ПОР 2    | ЕВР 1    | ТИХ 1    | ЯПО 1    | АВС Сход |        |          |       | 1     | 102  |
| 1996  | Scuderia Ferrari SpA          | Ferrari F310     | Ferrari 046 3,0 V10     | G | АВС Сход | БРА 3  | АРГ Сход | ЕВР 2    | САН 2    | МОН Сход | ИСП 1    | КАН Сход | ФРА НС   | ВЕЛ Сход | ГЕР 4    | ВЕН 9    | БЕЛ 1    | ИТА 1    | ПОР 3    | ЯПО 2    |          |        |          |       | 3     | 59   |
| 1997  | Scuderia Ferrari Marlboro     | Ferrari F310B    | Ferrari 046/2 3,0 V10   | G | АВС 2    | БРА 5  | АРГ Сход | САН 2    | МОН 1    | ИСП 4    | КАН 1    | ФРА 1    | ВЕЛ Сход | ГЕР 2    | ВЕН 4    | БЕЛ 1    | ИТА 6    | АВТ 6    | ЛЮК Сход | ЯПО 1    | ЕВР Сход |        |          |       | —     | 78   |
| 1998  | Scuderia Ferrari Marlboro     | Ferrari F300     | Ferrari 047 3,0 V10     | G | АВС Сход | БРА 3  | АРГ 1    | САН 2    | ИСП 3    | МОН 10   | КАН 1    | ФРА 1    | ВЕЛ 1    | АВТ 3    | ГЕР 5    | ВЕН 1    | БЕЛ Сход | ИТА 1    | ЛЮК 2    | ЯПО Сход |          |        |          |       | 2     | 86   |
| 1999  | Scuderia Ferrari Marlboro     | Ferrari F399     | Ferrari 048 3,0 V10     | B | АВС 8    | БРА 2  | САН 1    | МОН 1    | ИСП 3    | КАН Сход | ФРА 5    | ВЕЛ НС   | АВТ Т    | ГЕР Т    | ВЕН Т    | БЕЛ Т    | ИТА Т    | ЕВР Т    | МАЛ 2    | ЯПО 2    |          |        |          |       | 5     | 44   |
| 2000  | Scuderia Ferrari Marlboro     | Ferrari F1-2000  | Ferrari 049 3,0 V10     | B | АВС 1    | БРА 1  | САН 1    | ВЕЛ 3    | ИСП 5    | ЕВР 1    | МОН Сход | КАН 1    | ФРА Сход | АВТ Сход | ГЕР Сход | ВЕН 2    | БЕЛ 2    | ИТА 1    | США 1    | ЯПО 1    | МАЛ 1    |        |          |       | 1     | 108  |
| 2001  | Scuderia Ferrari Marlboro     | Ferrari F2001    | Ferrari 050 3,0 V10     | B | АВС 1    | МАЛ 1  | БРА 2    | САН Сход | ИСП 1    | АВТ 2    | МОН 1    | КАН 2    | ЕВР 1    | ФРА 1    | ВЕЛ 2    | ГЕР Сход | ВЕН 1    | БЕЛ 1    | ИТА 4    | США 2    | ЯПО 1    |        |          |       | 1     | 123  |
| 2002  | Scuderia Ferrari Marlboro     | Ferrari F2001    | Ferrari 050 3,0 V10     | B | АВС 1    | МАЛ 3  |          |          |          |          |          |          |          |          |          |          |          |          |          |          |          |        |          |       | 1     | 144  |
| 2002  | Scuderia Ferrari Marlboro     | Ferrari F2002    | Ferrari 051 3,0 V10     | B |          |        | БРА 1    | САН 1    | ИСП 1    | АВТ 1    | МОН 2    | КАН 1    | ЕВР 2    | ВЕЛ 1    | ФРА 1    | ГЕР 1    | ВЕН 2    | БЕЛ 1    | ИТА 2    | США 2    | ЯПО 1    |        |          |       | 1     | 144  |
| 2003  | Scuderia Ferrari Marlboro     | Ferrari F2002    | Ferrari 051 3,0 V10     | B | АВС 4    | МАЛ 6  | БРА Сход | САН 1    |          |          |          |          |          |          |          |          |          |          |          |          |          |        |          |       | 1     | 93   |
| 2003  | Scuderia Ferrari Marlboro     | Ferrari F2003-GA | Ferrari 052 3,0 V10     | B |          |        |          |          | ИСП 1    | АВТ 1    | МОН 3    | КАН 1    | ЕВР 5    | ФРА 3    | ВЕЛ 4    | ГЕР 7    | ВЕН 8    | ИТА 1    | США 1    | ЯПО 8    |          |        |          |       | 1     | 93   |
| 2004  | Scuderia Ferrari Marlboro     | Ferrari F2004    | Ferrari 053 3,0 V10     | B | АВС 1    | МАЛ 1  | БАХ 1    | САН 1    | ИСП 1    | МОН Сход | ЕВР 1    | КАН 1    | США 1    | ФРА 1    | ВЕЛ 1    | ГЕР 1    | ВЕН 1    | БЕЛ 2    | ИТА 2    | КИТ 12   | ЯПО 1    | БРА 7  |          |       | 1     | 148  |
| 2005  | Scuderia Ferrari Marlboro     | Ferrari F2004M   | Ferrari 054 3,0 V10     | B | АВС Сход | МАЛ 7  |          |          |          |          |          |          |          |          |          |          |          |          |          |          |          |        |          |       | 3     | 62   |
| 2005  | Scuderia Ferrari Marlboro     | Ferrari F2005    | Ferrari 055 3,0 V10     | B |          |        | БАХ Сход | САН 2    | ИСП Сход | МОН 7    | ЕВР 5    | КАН 2    | США 1    | ФРА 3    | ВЕЛ 6    | ГЕР 5    | ВЕН 2    | ТУР Сход | ИТА 10   | БЕЛ Сход | БРА 4    | ЯПО 7  | КИТ Сход |       | 3     | 62   |
| 2006  | Scuderia Ferrari Marlboro     | Ferrari 248 F1   | Ferrari 056 2,4 V8      | B | БАХ 2    | МАЛ 6  | АВС Сход | САН 1    | ЕВР 1    | ИСП 2    | МОН 5    | ВЕЛ 2    | КАН 2    | США 1    | ФРА 1    | ГЕР 1    | ВЕН 8    | ТУР 3    | ИТА 1    | КИТ 1    | ЯПО Сход | БРА 4  |          |       | 2     | 121  |
| 2010  | Mercedes GP Petronas          | Mercedes MGP W01 | Mercedes FO 108X 2,4 V8 | B | БАХ 6    | АВС 10 | МАЛ Сход | КИТ 10   | ИСП 4    | МОН 12   | ТУР 4    | КАН 11   | ЕВР 15   | ВЕЛ 9    | ГЕР 9    | ВЕН 11   | БЕЛ 7    | ИТА 9    | СИН 13   | ЯПО 6    | КОР 4    | БРА 7  | АБУ Сход |       | 9     | 72   |
| 2011  | Mercedes GP Petronas          | Mercedes MGP W02 | Mercedes FO 108X 2,4 V8 | P | АВС Сход | МАЛ 9  | КИТ 8    | ТУР 12   | ИСП 6    | МОН Сход | КАН 4    | ЕВР 17   | ВЕЛ 9    | ГЕР 8    | ВЕН Сход | БЕЛ 5    | ИТА 5    | СИН Сход | ЯПО 6    | КОР Сход | ИНД 5    | АБУ 7  | БРА 15   |       | 8     | 76   |
| 2012  | Mercedes AMG Petronas F1 Team | Mercedes F1 W03  | Mercedes FO 108X 2,4 V8 | P | АВС Сход | МАЛ 10 | КИТ Сход | БАХ 10   | ИСП Сход | МОН Сход | КАН Сход | ЕВР 3    | ВЕЛ 7    | ГЕР 7    | ВЕН Сход | БЕЛ 7    | ИТА 6    | СИН Сход | ЯПО 11   | КОР 13   | ИНД 22   | АБУ 11 | США 16   | БРА 7 | 13    | 49   |

1. ↑  Шумахер был дисквалифицирован в чемпионате 1997 года за опасную езду на Гран-при Европы, где он спровоцировал столкновение, которого можно было избежать, с Вильнёвом. Его очки позволили бы ему занять второе место по результатам того года.

### Рекорды Формулы-1
По состоянию на момент окончания карьеры, после сезона Формулы-1 2012 года, Михаэль Шумахер являлся обладателем следующих рекордов:
| Рекорд                                                           | Число                                                          |
| ---------------------------------------------------------------- | -------------------------------------------------------------- |
| Чемпионские титулы                                               | 7 (1994, 1995, 2000, 2001, 2002, 2003, 2004)                   |
| Серия титулов                                                    | 5 (2000—2004)                                                  |
| Победы                                                           | 91                                                             |
| Серия побед                                                      | 7 (2004, Гран-при Европы 2004 года—Гран-при Венгрии 2004 года) |
| Победы за одну команду                                           | 72 (Ferrari)                                                   |
| Победы в одном Гран-при                                          | 8 (Франция)                                                    |
| Победы в разных Гран-при                                         | 22                                                             |
| Период времени между первой и последней победой                  | 5145 дней (14 лет и 32 дня)                                    |
| Вторые места                                                     | 43                                                             |
| Подиумы                                                          | 155                                                            |
| Серия подиумов                                                   | 19 (Гран-при США 2001 года—Гран-при Японии 2002 года)          |
| Финиш в очках                                                    | 214                                                            |
| Самая продолжительная серия финишей в очках                      | 24 (Гран-при Венгрии 2001 года—Гран-при Малайзии 2003 года)    |
| Круги лидирования                                                | 5112 (24153 км)                                                |
| Поул-позиции                                                     | 68                                                             |
| Старты с первого ряда                                            | 116                                                            |
| Быстрые круги                                                    | 77                                                             |
| Дубли (поул + победа)                                            | 40                                                             |
| Хет-трики (поул, победа и быстрый круг в одной гонке)            | 22                                                             |
| Наибольшее количество побед в сезоне для вице-чемпиона.          | 7 (2006)                                                       |
| Победы в Индианаполисе (в любом гоночном классе)                 | 5                                                              |
| Победы в Монце (Формула-1)                                       | 5                                                              |
| Победы за сезон                                                  | 13 (72 %) (2004)                                               |
| Быстрые круги за сезон                                           | 10 (2004)                                                      |
| Подиумы в сезоне                                                 | 17 (100 %) (2002)                                              |
| Чемпионский титул за наибольшее количество гонок до конца сезона | 6 (2002)                                                       |
| Серия сезонов с победами                                         | 15 (1992—2006)                                                 |
| Пребывание в ранге чемпиона мира                                 | 1813 дней (с 8 октября 2000 года по 25 сентября 2005 года)     |

1. ↑  Позже в сезоне 2020 года Льюис Хэмилтон побил этот показатель.
2. ↑  Рекорд поделён с Альберто Аскари (Гран-при Бельгии 1952 года—Гран-при Аргентины 1953 года). Некоторые источники пишут, что у Аскари было девять побед подряд, пренебрегая гонкой 500 миль Индианаполиса 1953, в которой Аскари не выступал. Эта гонка раньше входила в зачёт чемпионата мира, но в ней были несколько другие правила, по сравнению с другими гонками и в ней редко принимали участие участники чемпионата мира. Позже рекорд был побит Себастьяном Феттелем на Гран-при США 2013 года.
3. ↑  Кими Райкконен побил этот показатель в сезоне 2018 года.
4. 1 2  Позже Льюис Хэмилтон побил этот показатель.
5. ↑  Рекорд поделён с Кими Райкконеном (2005) и Аленом Простом (1984 и 1988). Позже этот рекорд побил Льюис Хэмилтон (2016).
6. ↑  Рекорд поделён с Кими Райкконеном (2005 и 2008).

## Кинематограф
- 2006 — Тачки / Cars — Автомобиль Феррари (камео, озвучка)
- 2008 — Астерикс на Олимпийских играх / Astérix aux Jeux Olympiques — Шумикс, погонщик колесниц
- 2021 — Шумахер[англ.] (документальный фильм Netflix)

## Комментарии
1. ↑  В интервью создателям документального фильма Коринна Шумахер вспоминала, что её супруг колебался перед тем, как поехать в Мерибель: «Снега мало, может, лучше полететь в Дубай и прыгнуть с парашютом»[40].
2. ↑  По мнению свидетелей и участников расследования инцидента при большем количестве снега на трассе тяжёлых последствий удалось бы избежать[40].